# Llewellyn Smith
Llewellyn Smith (n. 16 aprilie 1944 – d. 26 mai 2021) a fost un om politic britanic, membru al Parlamentului European în perioadele 1984-1989 și 1989-1994 din partea Regatului Unit.